# Andres Valero-Castells

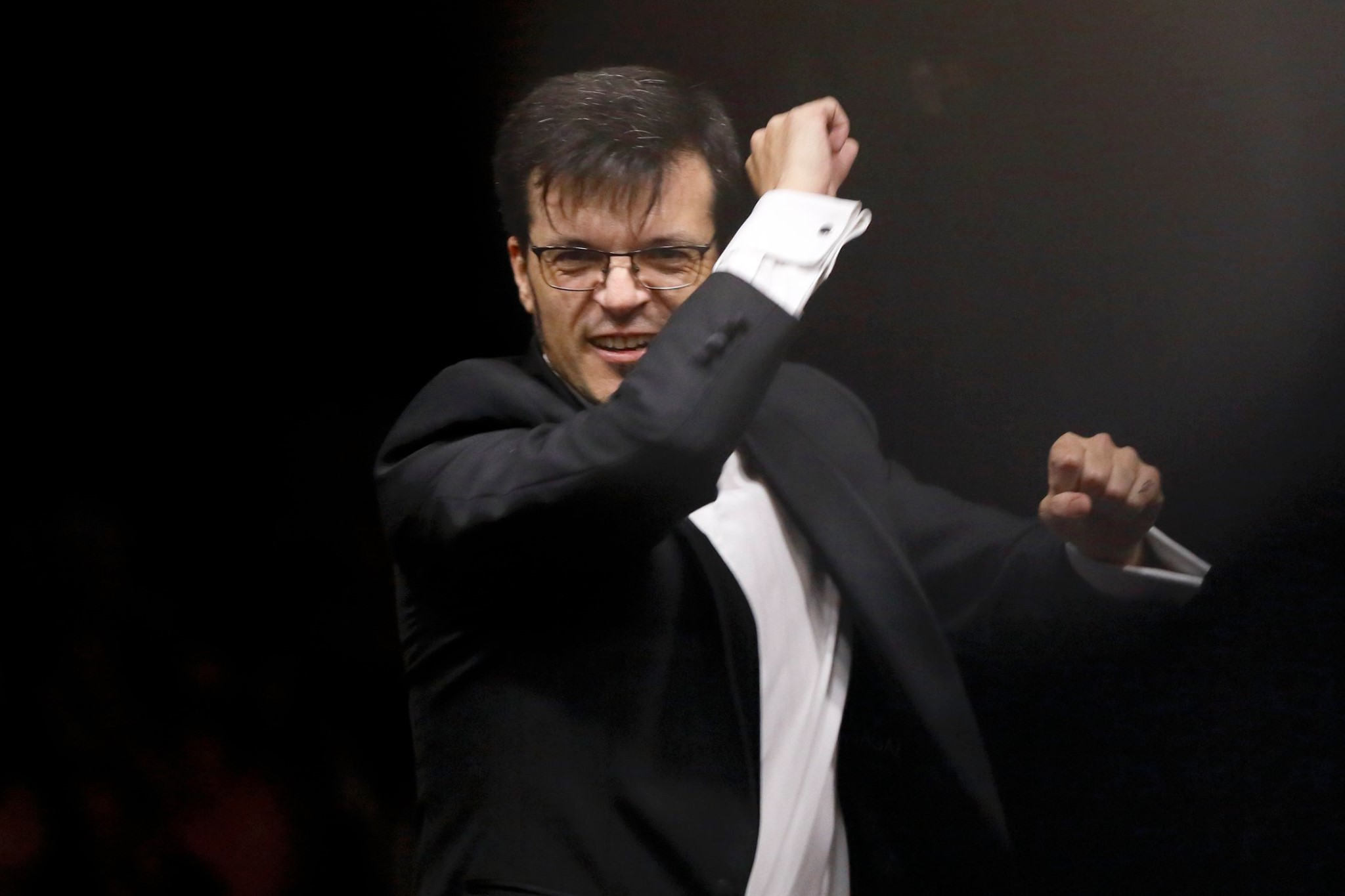
Andres Valero-Castells

Andrés Valero-Castells (Silla, Valencia, 1 maart 1973) is een hedendaags Spaans componist, muziekpedagoog en dirigent.

## Levensloop
Valero-Castells studeerde aan het Conservatorio Superior de Música "Joaquin Rodrigo" in Valencia en aan het Conservatorio Superior de Música "Manuel Massotti Littel" te Murcia bij onder andere Vicente Ramón Ramos Villanueva, Enrique García Asensio, Eduardo Cifre Gallego, Manuel Galduf Verdeguer, Francisco Tamarit Fayos, José Maria Vives, Vicente Campos, Pilar Fuentes Hernández, Pilar Valero Abril. Hij behaalde een ereprijs in het vak compositie. Daarnaast volgde hij een reeks cursussen aan onder andere Alcalá de Henares University, Universiteit van Valencia, Festival of Torroella, Government of Valencia, SGAE en Villafranca del Bierzo, om zich verder te specialiseren.
Met zijn composities won hij talrijke prijzen en onderscheidingen en zij worden in heel Europa en in de Verenigde Staten, Argentinië, Japan en Korea op festivals en concoursen uitgevoerd.
Ook als dirigent is hij werkzaam en hij dirigeerde onder andere de Banda Sinfònica de C.S. de Murcia van 1994 tot 1995, Banda Simfònica de la SAM Picassent van 1995 tot 2004, La Banda de la Federación de Sociedades Musicales de la Comunidad Valenciana (FSMCV) (2003), "Día de la Música Valenciana" (2004). Tegenwoordig is hij dirigent van het Ensemble Estudi Obert en van de Banda Sinfònica "Centro Instructivo Musical" de Mislata. Verder was hij gastdirigent van onder andere de Banda Sinfónica Municipale de Madrid (2002 en 2004), en de Banda Sinfónica Municipale de Alicante.
Tegenwoordig is hij professor in compositie aan het Conservatorio Superior de Música "Joaquin Rodrigo" de Valencia. Hij is de jongere broer van Francisco José Valero-Castells, eveneens een Spaans componist.

## Composities

### Werken voor orkest
- 1998 rev.2004 Dualis, para orquesta de cuerda (voor strijkorkest)
- 2002 Los Fusilamientos de Goya
- 2002 Cagiana 3.33, voor 13 instrumentalisten
- 2002 Autopsicografía para voz/es masculina/as y orquesta
  1. Ludio
  2. Reis
  3. Caeiro
  4. Campos
  5. Pessoa's)
- 2003 Concierto para animales, para narrador/es, niños y orquesta
- 2005 Pegasus - Concierto no 2, para trompeta piccolo, orquesta de cuerda y cuarteto de trompetas
- 2006 Sinfonía no 3 "Epidemia Silenciosa"
- 2006 Obra de encargo de la Orquesta de Córdoba

### Werken voor harmonieorkest
- 1995 Himno de Silla, para voz y banda (voor zang en harmonieorkest)
- 1997-1998 Concierto no. 1, para trompeta y banda (voor trompet en harmonieorkest)
  1. Allegro
  2. Lento
  3. Molto Allegro
- 1998 Concierto, para láminas y ensemble de viento
- 1999 Dredred
- 2000 Polifemo AV 39 (Obra de encargo) - (verplicht werk in de "Sección Segunda" tijdens het Certamen International de Bandas de Música - Ciudad de Valencia in 2001)
- 2001-2002 Sinfonía no. 1 “La Vall de la Murta”
  1. Les Serres, L'Incendi (The Sierras and The Fire)
  2. Monestir, 1401 (The Monastery, 1401)
  3. Pirates Moros, Pont de Pedra (The Moorish Pirates, The Bridge of Stone)
- 2002-2003 Sinfonía no. 2 “Teogónica”
  1. Proemio
  2. Invocación a las Musas
  3. 3ª Generación de Dioses
  4. Ascenso de Zeus al poder
- 2003 Fa Ra Ri Ri Rà
- 2003 El Monte de las Ánimas
- 2005 Africana
- Sinfonía de Plata
  1. Introducció i dansa
  2. Tranquil
  3. Fanfàrria

### Kamermuziek
- 1999 rev.2004 Gabadafà, voor trompet in C en marimba
- 2000 Prex, para noneto (nonet: fluit, klarinet, fagot, trompet, hoorn, contrabas, piano en twee slagwerkers)
- 2000 Miniatura, para septeto de viento (fluit, hobo, klarinet, fagot, trompet, hoorn en trombone)
- 2001 Preludio y fuga, para octeto de dobles cañas (2 hobo's, hoorn, fagot + 2 hobo's, hoorn, fagot)
- 2004 Preludio, para octeto de viento (2 hobo's, 2 klarinetten, 2 fagotten en 2 trompetten)
- 2003 Valentia 2004, Fanfarria para 18 trompas (fanfare voor 18 hoorns)
- 2004 Fanfarria de plata, para 25 músicos (8 trompetten, 6 hoorns, 6 trombones, 2 tubas en 3 slagwerkers)
- 2005 Custom (Vulcan 800), para ensemble (klarinet, basklarinet altsaxofoon, trompet, hoorn, trombone, piano, slagwerk, viool en cello)
- 2005 Burrrundi para octecto de percusión (voor slagwerkoktet)
- 2005 Reencontres para metal (voor 4 trompetten, 4 hoorns, 3 trombones en tuba)

### Werken voor koor
- 1995 rev.2004 Sin Dudarlo Iré, para coro mixto a 4 voces (voor vierstemmig gemengd koor)
- 1999 Pange lingua, para coro mixto a 8 voces (voor achtstemmig gemengd koor)

### Werken voor piano
- Ma-chacona toccata para piano (Toccata voor piano)